# Puzzone di Moena
Il Puzzone di Moena (in lingua ladina Spretz tzaorì, letteralmente [formaggio] pressato saporito), è un formaggio DOP, a crosta lavata, grasso a pasta pressata semicotta e semidura ricavata da latte vaccino crudo.
Il Puzzone di Moena è un prodotto caseario tipico di Moena e, più in generale, della Val di Fassa, della Val di Fiemme e della Valle di Primiero, in Trentino-Alto Adige.
Dal marzo 2013 è divenuto DOP (precedentemente era un PAT).

## Storia

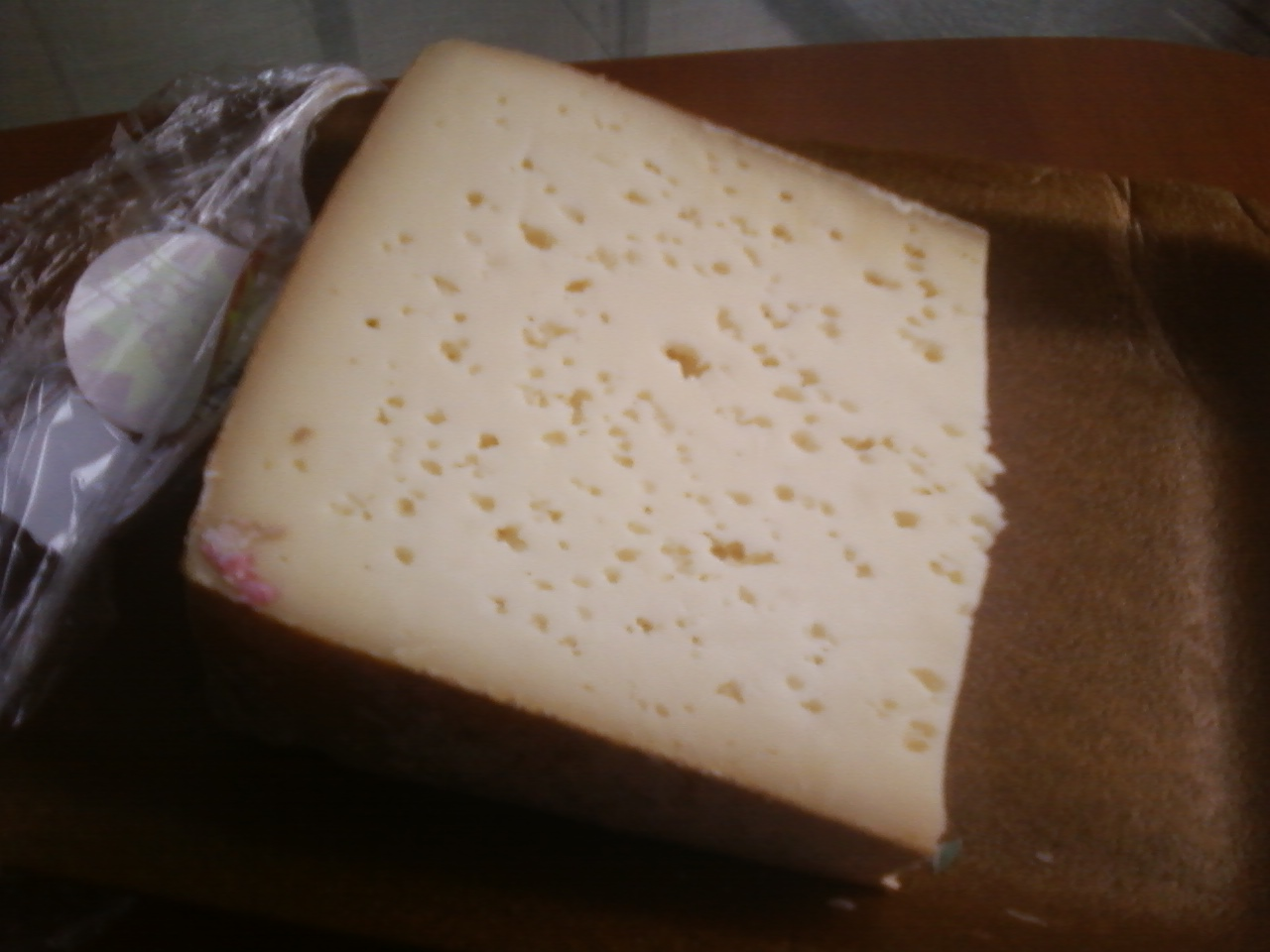
Puzzone di Moena

Le origini del formaggio risalgono a molti decenni fa, quando nelle malghe, nei masi e nei caseifici turnari della Val di Fassa veniva prodotto un formaggio genericamente chiamato "Nostrano fassano”, caratterizzato da una crosta untuosa e una pasta saporita con odore particolarmente accentuato. Formaggi simili erano altresì tipici delle confinanti Val di Fiemme ("Nostrano della Val di Fiemme") e Conca del Primiero ("Nostrano di Primiero").
Dopo la prima guerra mondiale i malgari fassani iniziarono a lavare i propri formaggi chiamati "nostrani" con acqua e sale dopo il loro ritiro presso i caseifici.
Il formaggio nostrano fassano, per il suo sapore e odore accentuati fino al piccante e spesso salato, era particolarmente apprezzato dai poveri contadini montanari perché, anche in piccole quantità, riusciva a dare un qualche sapore alla modesta dieta rurale, che fin troppo spesso era basata sul consumo di polenta o patate.
Nell'estate del 1974, durante una trasmissione radiofonica domenicale della sede regionale della RAI a Trento, il "formaggio nostrano fassano" del caseificio sociale di Moena venne scherzosamente definito come "Puzzone di Moena", a causa del suo caratteristico odore. Il nomignolo ebbe successo e da allora andò diffondendosi sempre più, fino a divenire il nome comunemente usato per indicare questo formaggio, utilizzato anche nei documenti ufficiali.
Nel 1984 il Puzzone di Moena ha vinto la medaglia di bronzo al Concours International des Fromages de Montagne di Grenoble (Francia).

### Etimologia
Il nome ladino spretz deriva dalla parola dialettale utilizzata per indicare la "spressa", cioè la massa casearia rappresa, pressata e spremuta dal grasso (con lo stesso significato, si veda anche la Spressa delle Giudicarie DOP, altro formaggio trentino). Un tempo, infatti, i casari di montagna cercavano di "spremere" dal latte vaccino il maggior quantitativo possibile di burro, che era considerato un prodotto molto più prezioso. Ciò che rimaneva era quindi un formaggio povero di grasso, consumato nella dieta rurale.
Invece, il nome italiano "puzzone" deve il suo significato al caratteristico odore del formaggio, con lieve sentore ammoniacale, spiccatamente animale e vegetale cotto. In realtà, sebbene forte, l'aroma (cioè in bocca) può apparire molto meno pungente di altri formaggi, come per esempio gli erborinati.

## Caratteristiche
- Pasta semidura color paglierino chiaro con occhiatura medio-piccola sparsa.
- Sapore: robusto, lievemente piccante, con lieve retrogusto amarognolo.
- Odore penetrante e caratteristico, con sentori animali e sottobosco, note di ammoniaca.
- Formaggio a pasta semicotta a latte intero "crudo" (scaldato a 44 °C).
- Forma cilindrica con scalzo di 9–11 cm, diametro di 35 cm circa, peso all'incirca sui 10 kg.
- Stagionatura da 3 mesi a 6 mesi.
- Crosta lavata, color rosso mattone e caratteristicamente unta.

## Metodo di lavorazione
Durante le prime settimane, le forme vengono rivoltate e bagnate due volte alla settimana con acqua tiepida leggermente salata; successivamente il trattamento viene eseguito una volta la settimana fino al termine della stagionatura (dai 3 agli 8 mesi) in ambienti freschi e umidi. In questo modo si forma una patina che avvolge la forma, favorisce la fermentazione della pasta e forma una patina untuosa sulla crosta.